# Grotea superba
Grotea superba är en stekelart som beskrevs av Otto Schmiedeknecht 1907. Grotea superba ingår i släktet Grotea och familjen brokparasitsteklar. Inga underarter finns listade i Catalogue of Life.